# Rezervația botanică Korum Tarla
Rezervația botanică Korum Tarla (denumire turcă; în limba română „Ogorul adăpostit”) este o arie protejată de interes național ce corespunde categoriei a IV-a IUCN (rezervație naturală de tip forestier și ornitologic), situată în județul Tulcea pe teritoriul administrativ al orașului Babadag.

## Localizare
Aria naturală se află în partea central-estică a județului Tulcea (în Podișul Nord-Dobrogean, în nordul Pădurii Babadag), pe teritoriul sudic al orașului Babadag, în apropierea drumului național DN22.

## Descriere
Rezervația naturală a fost declarată arie protejată prin Legea Nr.5 din 6 martie 2000, publicată în Monitorul Oficial al României, Nr.152 din 12 aprilie 2000 (privind aprobarea Planului de amenajare a teritoriului național - Secțiunea a III-a - zone protejate) și se întinde pe o suprafață de 2 ha..

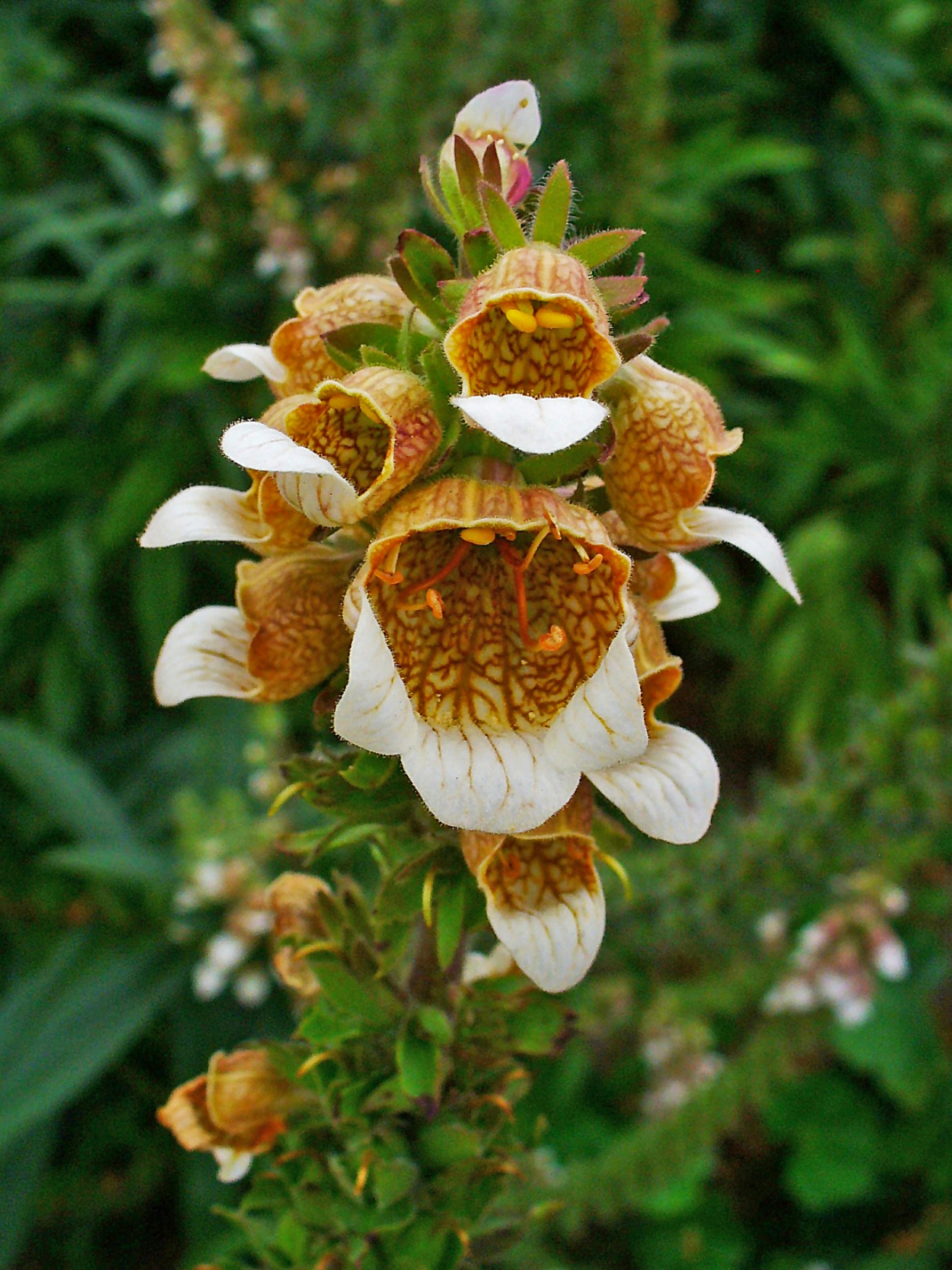
Cucenţă (Digitalis lanata)

Aria naturală reprezintă o zonă împădurită cu arboret de fag (Fagus sylvatica), carpen (Carpinus betulus), ulm de munte (Ulmus gablra), tei argintiu (Tilia tomentosa), gorun (Quercus petraea), velniș (Ulmus laevis), jugastru (Acer campestre), tei pucios (Tilia cordata), arțar (Acer platanoides) sau scoruș de munte (Sorbus aucuparia). Aria protejează o specie floristică de origine ponto-anatoliană, cunoscută de localnici sub denumirea populară de mărgelușă (Sophora jaubertii). Aceasta vegetează alături de coada șoricelului (Achillea millefolium), firuță (Poa angustifolia) sau cucență (Digitalis lanata).